# Słobożanśke (rejon iziumski)
Słobożanśke (ukr. Слобожанське, do 2016 Żowtnewe, ukr. Жовтневе) – osiedle na Ukrainie, w obwodzie charkowskim, w rejonie iziumskim, w hromadzie Bałaklija. W 2001 liczyło 542 mieszkańców, wśród których 283 wskazało jako ojczysty język ukraiński, 256 rosyjski, 1 mołdawski, a 2 inny.